# Vår Framtids politiska utskott
Vår Framtids politiska utskott (VFÅ) är ett lokalt politiskt parti i Ånge kommun. 
Partiet bildades inför valet till kommunfullmäktige 2014. Partiet styrs av Föreningen Vår Framtid. Föreningen jobbar bl.a. för ett ökad befolkningstillväxt. Föreningen är i grunden opolitisk man använder det politiska utskottet som ett av flera verktyg att förverkliga föreningens visioner. Föreningen delar även ut priset "Betydelsefull person" till personer som har gjort något bra för sina medmänniskor.
I valet till kommunfullmäktige i Ånge kommun 2014 fick partiet 13,72 procent av rösterna vilket motsvarade 880 röster och fick därmed fem mandat i kommunfullmäktige.
I valet 2018 fick partiet 13,80% av rösterna vilket motsvarande 870 röster och fick behålla sina 5 mandat.

## Valresultat
| År   | Röster | %     | Mandat  |
| ---- | ------ | ----- | ------- |
| 2014 | 880    | 13,72 | 5 av 35 |
| 2018 | 870    | 13,80 | 5 av 35 |
| 2022 | 1 019  | 16,75 | 6 av 35 |